# Exilisciurus whiteheadi
Exilisciurus whiteheadi es una especie de roedor de la familia Sciuridae.

## Distribución geográfica
Es endémica de los montanos de Borneo (Indonesia y Malasia Oriental).